# Hüven
Hüven est une municipalité allemande du land de Basse-Saxe et l'arrondissement du Pays de l'Ems. En 2014, elle comptait 519 hab.

## Source
- (de) Cet article est partiellement ou en totalité issu de l’article de Wikipédia en allemand intitulé « Hüven » (voir la liste des auteurs).